# У освит зоре
У освит зоре (тур. Küçük Kadınlar), такође позната и као Сестре, је турска драмска телевизијска серија, са главним улогама које тумаче Екин Туркмен, Ханде Сорал, Фулија Зенгинер, Елит Ишџан и Селин Илгар.
У Србији се приказивала 2016. године на каналу Хепи ТВ, међутим је приказивање прекинуто. Од 12. јуна 2020. до 12. новембра 2020. године се приказивала на истом каналу, али је поново прекинута.

## Радња
Радња прати сестре које живе у Истанбулу, мирним и срећним животом, у малој кући, са својим родитељима. Елиф је студенткиња, бунтовна Армаган увек је на страни правде, Елиз прати моду и трендове, болешљива Билге је веома вредна и одговорна. И на крају, најмлађа и најемотивнија је шестогодишња Џансу.
Живот им је био диван све док у освит једне зоре не изгубе и оца и мајку. Од тог момента ове храбре девојке настављају саме, борећи се као лавице за бољи живот.
Окружене различитим људима ни не сањају да им опасност прети можда од оних који су им најближи. Често су и саме међусобно у сукобу, али их сестринска љубав увек врати на прави пут.

## Епизоде
| Сезона | Почетак приказивања | Престанак приказивања | Епизоде | ТВ канал |
| ------ | ------------------- | --------------------- | ------- | -------- |
| 1.     | 10. јун 2008        | 23. јун 2009          | 52      |          |
| 2.     | 1. септембар 2009.  | 6. март 2010.         | 26      |          |
| 2.     | 20. март 2010.      | 26. јун 2010.         | 14      |          |
| 3.     | 28. август 2010.    | 13. март 2011.        | 28      |          |